# Siegfried Heinimann
Siegfried Heinimann (* 13. April 1917 in Olten; † 15. Juni 1996 in Bern) war ein Schweizer Romanist.

## Leben und Werk
Heinimann studierte bei Karl Jaberg in Bern, ferner in Genf, Florenz, Rom und Paris. Von 1941 bis 1946 war er Gymnasiallehrer in Biel. Er promovierte 1944 in Bern über Wort- und Bedeutungsentlehnung durch die italienische Tagespresse im Ersten Weltkrieg, 1914–1919 (Bern 1946) und war von 1946 bis 1982 Professor für Romanische Philologie an der Universität Bern (ab 1950 Ordinarius, 1949–1950 auch Dekan). Als seine Nachfolgerin war Ricarda Liver am Berner Romanischen Seminar tätig.
Heinimann arbeitete ab 1964 an dem von Samuel Singer begründeten Thesaurus proverbiorum medii aevi. Lexikon der Sprichwörter des romanisch-germanischen Mittelalters und hatte als Präsident des Kuratoriums Singer der Schweizerischen Akademie der Geistes- und Sozialwissenschaften von 1965 bis 1987 wesentlichen Anteil am postumen Zustandekommen der Ausgabe in 14 Bänden (Berlin 1995–2002).

## Weitere Werke
- Das Abstraktum in der französischen Literatursprache des Mittelalters, Bern 1963

Herausgeberschaft:
- Karl Jaberg: Sprachwissenschaftliche Forschungen und Erlebnisse. Neue Folge, Bern 1965
- Charles Bally: Linguistique générale et linguistique française. 4. Auflage, Bern 1965
- Oratio dominica Romanice. Das Vaterunser in den romanischen Sprachen von den Anfängen bis ins 16. Jahrhundert mit den griechischen und lateinischen Vorlagen. Tübingen 1988